# Havana (bài hát của Camila Cabello)
"Havana" là một bài hát của nghệ sĩ thu âm người Mỹ gốc Cuba Camila Cabello hợp tác với rapper người Mỹ Young Thug nằm trong album phòng thu đầu tay của cô, Camila (2018). Nó được phát hành lần đầu tiên vào ngày 3 tháng 8 năm 2017 như là một đĩa đơn quảng bá cùng thời điểm với "OMG", trước khi được chọn làm đĩa đơn đầu tiên trích từ album vào ngày 8 tháng 9 năm 2017 bởi Epic Records và Syco Music, thay thế cho kế hoạch ban đầu về việc sử dụng đĩa đơn hát đơn đầu tay năm 2017 của nữ ca sĩ "Crying in the Club" như là đĩa đơn chủ đạo. Bài hát được đồng viết lời bởi Cabello, Young Thug, Starrah, Ali Tamposi, Brian Lee, Andrew Watt, Pharrell Williams, Louis Bell, Kaan Gunesberk với Frank Dukes, người cũng đồng thời chịu trách nhiệm sản xuất nó. "Havana" là một bản pop kết hợp với những yếu tố từ nhạc Latin mang nội dung liên quan đến sự vinh danh của Cabello đối với thủ đô nơi cô được sinh ra Havana, trong đó nữ ca sĩ đề cập đến những di sản ở Cuba cũng như ngọn lửa nhiệt huyết của cô đối với quê hương. Vào tháng 11 năm 2017, một phiên bản phối lại của bài hát với sự tham gia góp giọng từ rapper người Puerto Rico Daddy Yankee đã được phát hành.
Sau khi phát hành, "Havana" nhận được những phản ứng tích cực từ các nhà phê bình âm nhạc, trong đó họ đánh giá cao giai điệu hấp dẫn và âm hưởng nhạc Latin sôi động, chất giọng quyến rũ của Cabello và sự xuất hiện của Young Thug, cũng như quá trình sản xuất nó. Ngoài ra, bài hát còn gặt hái nhiều giải thưởng và đề cử tại những lễ trao giải lớn, bao gồm chiến thắng tại giải Âm nhạc châu Âu của MTV năm 2018 cho Bài hát xuất sắc nhất và hai hạng mục tại giải thưởng Âm nhạc Mỹ năm 2018 cho Bài hát Pop/Rock được yêu thích và Sự hợp tác của năm, bên cạnh một đề cử giải Grammy cho Trình diễn đơn ca pop xuất sắc nhất tại lễ trao giải thường niên lần thứ 61. "Havana" cũng tiếp nhận những thành công ngoài sức tưởng tượng về mặt thương mại, đứng đầu các bảng xếp hạng ở Úc, Canada, Pháp, Ireland, Ba Lan và Vương quốc Anh, đồng thời lọt vào top 10 ở hầu hết những quốc gia nó xuất hiện, bao gồm vươn đến top 5 ở những thị trường lớn như Áo, Bỉ, Đan Mạch, Đức, Ý, Hà Lan, New Zealand, Tây Ban Nha, Thụy Điển và Thụy Sĩ. Tại Hoa Kỳ, nó đạt vị trí số một trên bảng xếp hạng Billboard Hot 100 trong một tuần, trở thành đĩa đơn quán quân đầu tiên của hai nghệ sĩ tại đây.
Video ca nhạc cho "Havana" được đạo diễn bởi Dave Meyers và thực hiện dưới dạng một bộ phim ngắn, trong đó Cabello hóa thân thành một cô gái tên Karla, cũng như một nữ diễn viên telenovela và một nhân vật chính trong một bộ phim điện ảnh. Nó đã giúp nữ ca sĩ chiến thắng tại giải Âm nhạc châu Âu của MTV năm 2018 cho Video xuất sắc nhất cũng như nhận được bốn đề cử tại giải Video âm nhạc của MTV năm 2018 ở hạng mục Video của năm, Bài hát của năm, Video Pop xuất sắc nhất và Video có vũ đạo xuất sắc nhất, và chiến thắng một giải đầu. Để quảng bá bài hát, Cabello đã trình diễn nó trên nhiều chương trình truyền hình và lễ trao giải lớn, bao gồm The Ellen DeGeneres Show, The Tonight Show Starring Jimmy Fallon, Today, giải Âm nhạc châu Âu của MTV năm 2017, giải thưởng Âm nhạc iHeartRadio năm 2018 và giải Grammy lần thứ 61, cũng như trong nhiều chuyến lưu diễn của cô. Kể từ khi phát hành, "Havana" đã được hát lại và sử dụng làm nhạc mẫu bởi nhiều nghệ sĩ, như Pentatonix, Conor Maynard, Rae Morris và Walk off the Earth. Tính đến nay, nó đã bán được hơn 24 triệu bản trên toàn cầu, trở thành đĩa đơn bán chạy nhất năm 2018 cũng như là một trong những đĩa đơn bán chạy nhất mọi thời đại.

## Diễn biến thương mại
Tại Vương quốc Anh, "Havana" lọt vào bảng xếp hạng UK Singles Chart ở vị trí thứ 53 vào ngày 11 tháng 8 năm 2017. Sau đó, nó vươn lên vị trí thứ hai trong tuần thứ chín, đứng sau "Rockstar" của Post Malone và 21 Savage. Vào ngày 3 tháng 11, bài hát đạt vị trí số một, mang lại cho Cabello và Young Thug đĩa đơn quán quân đầu tiên ở Vương quốc Anh. Sau đó, bài hát giữ ngôi vị số một trong năm tuần liên tiếp, trước khi bị thay thế bởi "Perfect" của Ed Sheeran.
Tại Hoa Kỳ, "Havana" đạt đến vị trí thứ 7 trên bảng xếp hạng Billboard Hot 100 trong tuần thứ 12, trở thành đĩa đơn thứ hai của Cabello dưới danh nghĩa nghệ sĩ hát đơn và đầu tiên của Young Thug lọt vào top 10. Vào tháng 1 năm 2018, nó đạt vị trí số một trên Hot 100 trong một tuần sau khi trải qua bảy tuần không liên tiếp ở vị trí thứ hai, sau "Rockstar" của Post Malone và 21 Savage trong năm tuần và "Perfect" của Ed Sheeran và Beyoncé trong hai tuần, trở thành đĩa đơn đầu tiên của Cabello và Young Thug đứng đầu bảng xếp hạng. Nó đã trải qua 23 tuần để đạt đến vị trí cao nhất, ngang bằng thành tích về đĩa đơn mất nhiều thời gian nhất để vươn đến vị trí quán quân của một nữ nghệ sĩ với "Baby, Come to Me" (1982–1983) của Patti Austin và "Cheap Thrills" (2016) của Sia. Cabello cũng trở thành nghệ sĩ thứ ba trong lịch sử bảng xếp hạng đứng đầu Hot 100 lẫn Billboard 200 lần đầu tiên trong cùng một tuần, sau Britney Spears và Beyoncé lần lượt vào năm 1999 và 2003. Bài hát sau đó rơi xuống vị trí thứ ba sau khi "God's Plan" của Drake ra mắt ở vị trí đầu bảng. "Havana" còn trở thành bài hát thứ chín đồng loạt đứng đầu các bảng xếp hạng Mainstream Top 40, Rhythmic và Adult Top 40 trong suốt 22 năm lịch sử những bảng xếp hạng cùng tồn tại.
"Havana" đạt vị trí số một trên bảng xếp hạng ARIA Singles Chart tại Úc trong tuần thứ 12, trở thành đĩa đơn quán quân đầu tiên của Cabello tại đây, bao gồm cả khoảng thời gian cô còn hoạt động trong Fifth Harmony. Bài hát nắm giữ ngôi vị đầu bảng trong ba tuần, trước khi bị thay thế bởi "Perfect".
Tháng 9 năm 2018, "Havana" đã trở thành bài hát của một nữ nghệ sĩ hát đơn được phát trực tuyến nhiều nhất trên Spotify, với hơn một tỷ lượt phát đã được thực hiện vào thời điểm đó.

## Trình diễn trực tiếp
Cabello ra mắt "Havana" lần đầu tiên trên truyền hình tại The Tonight Show Starring Jimmy Fallon vào ngày 25 tháng 9 năm 2017. Cùng tuần, cô cũng biểu diễn bài hát tại The Today Show, nơi cô gửi đến một thông điệp cho "những người đang ước mơ" để ủng hộ chiến dịch Deferred Action for Childhood Arrivals. Vào ngày 27 tháng 10, Cabello đã trình diễn một phiên bản Spanglish của bài hát tại giải thưởng Âm nhạc Mỹ Latinh. Cô cũng đã trình diễn nó liên tục tại giải thưởng Teen của BBC Radio 1, giải thưởng Âm nhạc LOS40 và giải thưởng Âm nhạc châu Âu của MTV, nơi màn trình diễn của nữ ca sĩ được đánh giá là xuất sắc nhất trong lễ trao giải. Màn trình diễn của cô tại Billboard Women in Music là một phiên bản tối giản của bài hát, với sự hỗ trợ bởi một cây đàn guitar, đàn phím và tiếng trống nhẹ. Nó cũng được trình diễn tại Dick Clark's New Year's Rockin' Eve năm 2017, và sau đó là một màn trình diễn mang phong cách cabaret trên The Ellen DeGeneres Show trong tuần phát hành album. Cabello đã có một màn trình diễn bài hát với cảm hứng từ vai diễn của Marilyn Monroe trong bộ phim năm 1954 Gentlemen Prefer Blondes và video ca nhạc năm 1985 của Madonna "Material Girl" tại giải thưởng Âm nhạc iHeartRadio năm 2018 với Young Thug. Cabello khép lại kỷ nguyên "Havana" với việc trình diễn nó với Ricky Martin, J Balvin, Young Thug và Arturo Sandoval như là tiết mục mở màn tại giải Grammy lần thứ 61 vào ngày 10 tháng 2 năm 2019.

## Danh sách bài hát
- Tải kĩ thuật số[22]

1. "Havana" (hợp tác với Young Thug) – 3:36

- Tải kĩ thuật số – Daddy Yankee phối lại[23]

1. "Havana (phối lại)" với Daddy Yankee – 3:19

- Tải kĩ thuật số – bản gốc[24][25]

1. "Havana" (bản không rap)[26] – 2:54

- Tải kĩ thuật số – bản trực tiếp[27]

1. "Havana (trực tiếp)" – 4:10

- Đĩa CD[28]

1. "Havana" (hợp tác với Young Thug) – 3:36
2. "Havana (phối lại)" với Daddy Yankee – 3:19

## Thành phần thực hiện
Thành phần thực hiện được trích từ ghi chú của Camila.
Thu âm
- Giọng của Camila Cabello được thu âm tại NightBird Recording Studios (Tây Hollywood, California).
- Giọng của Young Thug được thu âm tại Westlake Recording Studios (Tây Hollywood, California).
- Giọng của Camila Cabello được sản xuất TwentyNine Lions (Studio City, California).
- Phối khí tại Larrabee Sound Studios (Bắc Hollywood, California).
- Master tại The Mastering Place (Thành phố New York, New York).

Quản lý
- Xuất bản bởi Sony/ATV Songs LLC (BMI) thay mặt cho Sony ATV Music Publishing (UK) Ltd./Maidmetal Limited (PRS)/Milamoon Songs (BMI), Songs of YSL Music Publishing (BMI), EMI April Music, Inc. (ASCAP) thay mặt cho EMI Music Publishing Ltd. (PRS), Nyankingmusic (ASCAP), People Over Plain (ASCAP) và These Are Songs of Pulse (ASCAP).
- Tất cả các quyền được quản lý bởi These Are Songs of Pulse, Reservoir 416 (BMI), Ali Tamposi (BMI), Reservoir Media Management, Inc./Warner-Tamerlane Publishing Corp. (BMI) thay mặt cho chính họ và Songs from the Dong (BMI), Andrew Watt Music (BMI), Songs of Kobalt Music, EMI Pop Music Publishing/More Water from Nazareth (GMR), EMI April Music Inc. (ASCAP) và Kingsway Records Inc. (SACAN)
- Young Thug xuất hiện với sự bảo trợ của 300 Entertainment và Atlantic Records.
- Pharrell Williams xuất hiện với sự bảo trợ của i am OTHER và Columbia Records.

Thành phần
- Camila Cabello – giọng chính, viết lời
- Young Thug – nghệ sĩ góp giọng, viết lời
- Pharrell Williams – giọng nền, viết lời
- Starrah – giọng nền, viết lời
- Serafin Aguilar – kèn trumpet
- Frank Dukes – viết lời, sản xuất
- Matt Beckley – viết lời, sản xuất giọng hát
- Ali Tamposi – viết lời
- Brian Lee – viết lời
- Andrew Watt – viết lời
- Kaan Gunesberk – viết lời
- Martin Gray – thu âm
- Mike Gaydusek – thu âm
- Robbie Soukiasyan – thu âm
- Kyle Mann – thu âm
- Marco Falcone – hỗ trợ thu âm
- Sean Madden – hỗ trợ thu âm
- Henry Guevara – hỗ trợ thu âm
- Jaycen Joshua – phối khí
- David Nakaji – hỗ trợ phối khí
- Ivan Jimenez – hỗ trợ phối khí
- Dave Kutch – master

## Xếp hạng
| Bảng xếp hạng (2017-18)                   | Vị trí cao nhất |
| ----------------------------------------- | --------------- |
| Argentina (Monitor Latino)                | 1               |
| Úc (ARIA)                                 | 1               |
| Áo (Ö3 Austria Top 40)                    | 2               |
| Bỉ (Ultratop 50 Flanders)                 | 2               |
| Bỉ (Ultratop 50 Wallonia)                 | 2               |
| Bolivia (Monitor Latino)                  | 5               |
| Brazil (Billboard Brasil Hot 100)         | 1               |
| Canada (Canadian Hot 100)                 | 1               |
| Canada AC (Billboard)                     | 8               |
| Canada CHR/Top 40 (Billboard)             | 1               |
| Canada Hot AC (Billboard)                 | 2               |
| Chile (Monitor Latino)                    | 11              |
| Colombia (National-Report)                | 8               |
| Costa Rica (Monitor Latino)               | 3               |
| Croatia (HRT)                             | 2               |
| Đảo Síp (IFPI)                            | 1               |
| Cộng hòa Séc (Rádio Top 100)              | 4               |
| Cộng hòa Séc (Singles Digitál Top 100)    | 1               |
| Đan Mạch (Tracklisten)                    | 2               |
| Cộng hòa Dominica (Monitor Latino)        | 19              |
| Ecuador (National-Report)                 | 7               |
| El Salvador (Monitor Latino)              | 2               |
| Châu Âu Nhạc số (Billboard)               | 1               |
| Phần Lan (Suomen virallinen lista)        | 9               |
| Pháp (SNEP)                               | 1               |
| Đức (Official German Charts)              | 2               |
| Hy Lạp Nhạc số (Billboard)                | 1               |
| Guatemala (Monitor Latino)                | 5               |
| Honduras (Monitor Latino)                 | 5               |
| Hungary (Rádiós Top 40)                   | 1               |
| Hungary (Single Top 40)                   | 1               |
| Hungary (Stream Top 40)                   | 1               |
| Hungary (Dance Top 40)                    | 1               |
| Ireland (IRMA)                            | 1               |
| Israel (Media Forest)                     | 1               |
| Ý (FIMI)                                  | 2               |
| Nhật Bản (Japan Hot 100)                  | 10              |
| Nhật Bản Hot Overseas (Billboard)         | 1               |
| Latvia (Latvijas Top 40)                  | 1               |
| Lebanon (Lebanese Top 20)                 | 4               |
| Luxembourg Nhạc số (Billboard)            | 2               |
| Malaysia (RIM)                            | 2               |
| Mexico (Monitor Latino)                   | 1               |
| Mexico Phát thanh (Billboard)             | 1               |
| Hà Lan (Dutch Top 40)                     | 2               |
| Hà Lan (Single Top 100)                   | 5               |
| New Zealand (Recorded Music NZ)           | 2               |
| Nicaragua (Monitor Latino)                | 9               |
| Na Uy (VG-lista)                          | 16              |
| Panama (Monitor Latino)                   | 3               |
| Paraguay (Monitor Latino)                 | 1               |
| Peru (Monitor Latino)                     | 10              |
| Ba Lan (Polish Airplay Top 100)           | 1               |
| Bồ Đào Nha (AFP)                          | 1               |
| Romania (Airplay 100)                     | 1               |
| Scotland (OCC)                            | 1               |
| Singapore (RIAS)                          | 2               |
| Slovakia (Rádio Top 100)                  | 16              |
| Slovakia (Singles Digitál Top 100)        | 1               |
| Slovenia (SloTop50)                       | 1               |
| Hàn Quốc (Gaon)                           | 6               |
| Hàn Quốc (Gaon International Singles)     | 1               |
| Tây Ban Nha (PROMUSICAE)                  | 4               |
| Thụy Điển (Sverigetopplistan)             | 4               |
| Thụy Sĩ (Schweizer Hitparade)             | 2               |
| Anh Quốc (OCC)                            | 1               |
| Ukraine Phát thanh (Tophit)               | 9               |
| Uruguay (Monitor Latino)                  | 1               |
| Hoa Kỳ Billboard Hot 100                  | 1               |
| Hoa Kỳ Adult Contemporary (Billboard)     | 5               |
| Hoa Kỳ Adult Pop Airplay (Billboard)      | 1               |
| Hoa Kỳ Dance Club Songs (Billboard)       | 12              |
| Hoa Kỳ Dance/Mix Show Airplay (Billboard) | 1               |
| Hoa Kỳ Latin Pop Songs (Billboard)        | 3               |
| Hoa Kỳ Pop Airplay (Billboard)            | 1               |
| Hoa Kỳ Rhythmic (Billboard)               | 1               |
| Venezuela (National-Report)               | 6               |

| Bảng xếp hạng (2017)     | Vị trí cao nhất |
| ------------------------ | --------------- |
| Tây Ban Nha (PROMUSICAE) | 16              |

| Bảng xếp hạng (2010–2019)            | Vị trí |
| ------------------------------------ | ------ |
| Australia (ARIA)                     | 63     |
| Germany (Official German Charts)     | 32     |
| UK Singles (Official Charts Company) | 37     |
| US Billboard Hot 100                 | 59     |

| Bảng xếp hạng (2017)                     | Vị trí cao nhất |
| ---------------------------------------- | --------------- |
| Australia (ARIA)                         | 19              |
| Austria (Ö3 Austria Top 40)              | 23              |
| Belgium (Ultratop 50 Flanders)           | 69              |
| Belgium (Ultratop 50 Wallonia)           | 82              |
| Canada (Canadian Hot 100)                | 56              |
| Denmark (Tracklisten)                    | 44              |
| France (SNEP)                            | 42              |
| Germany (Official German Charts)         | 18              |
| Honduras (Monitor Latino)                | 21              |
| Hungary (Single Top 40)                  | 10              |
| Hungary (Stream Top 40)                  | 16              |
| Israel (Media Forest)                    | 25              |
| Italy (FIMI)                             | 60              |
| Netherlands (Dutch Top 40)               | 34              |
| Netherlands (Single Top 100)             | 48              |
| New Zealand (Recorded Music NZ)          | 24              |
| Nicaragua (Monitor Latino)               | 29              |
| Norway (VG Lista)                        | 69              |
| Poland (ZPAV)                            | 58              |
| South Korea International Singles (Gaon) | 36              |
| Spain (PROMUSICAE)                       | 65              |
| Sweden (Sverigetopplistan)               | 67              |
| Switzerland (Schweizer Hitparade)        | 44              |
| UK Singles (Official Charts Company)     | 18              |
| US Billboard Hot 100                     | 96              |
| Bảng xếp hạng (2018)                     | Vị trí cao nhất |
| Argentina (Monitor Latino)               | 1               |
| Australia (ARIA)                         | 23              |
| Austria (Ö3 Austria Top 40)              | 38              |
| Belgium (Ultratop 50 Flanders)           | 11              |
| Belgium (Ultratop 50 Wallonia)           | 6               |
| Bolivia (Monitor Latino)                 | 18              |
| Canada (Canadian Hot 100)                | 1               |
| CIS (Tophit)                             | 28              |
| Colombia (Monitor Latino)                | 41              |
| Costa Rica (Monitor Latino)              | 11              |
| Denmark (Tracklisten)                    | 28              |
| Dominican Republic (Monitor Latino)      | 52              |
| Ecuador (Monitor Latino)                 | 53              |
| El Salvador (Monitor Latino)             | 19              |
| Estonia (IFPI)                           | 28              |
| Germany (Official German Charts)         | 14              |
| Guatemala (Monitor Latino)               | 14              |
| Honduras (Monitor Latino)                | 19              |
| Hungary (Rádiós Top 40)                  | 1               |
| Hungary (Single Top 40)                  | 4               |
| Hungary (Stream Top 40)                  | 5               |
| Hungary (Dance Top 40)                   | 1               |
| Ireland (IRMA)                           | 26              |
| Italy (FIMI)                             | 43              |
| Japan (Japan Hot 100)                    | 66              |
| Japan Hot Overseas (Billboard Japan)     | 3               |
| Latvia (Latvijas Top 40)                 | 2               |
| Mexico (Monitor Latino)                  | 46              |
| Netherlands (Dutch Top 40)               | 37              |
| Netherlands (Single Top 100)             | 25              |
| New Zealand (Recorded Music NZ)          | 18              |
| Nicaragua (Monitor Latino)               | 22              |
| Panama (Monitor Latino)                  | 4               |
| Paraguay (Monitor Latino)                | 9               |
| Peru (Monitor Latino)                    | 23              |
| Romania (Airplay 100)                    | 13              |
| Russia (Tophit)                          | 68              |
| Slovenia (SloTop50)                      | 4               |
| South Korea (Gaon)                       | 11              |
| South Korea International Singles (Gaon) | 1               |
| Spain (PROMUSICAE)                       | 43              |
| Sweden (Sverigetopplistan)               | 36              |
| Switzerland (Schweizer Hitparade)        | 6               |
| UK Singles (Official Charts Company)     | 17              |
| Uruguay (Monitor Latino)                 | 5               |
| US Billboard Hot 100                     | 4               |
| US Adult Contemporary (Billboard)        | 8               |
| US Adult Pop Songs (Billboard)           | 13              |
| US Dance/Mix Show Airplay (Billboard)    | 9               |
| US Latin Pop Songs (Billboard)           | 19              |
| US Pop Songs (Billboard)                 | 9               |
| US Rhythmic (Billboard)                  | 23              |
| Worldwide (IFPI)                         | 1               |
| Bảng xếp hạng (2019)                     | Vị trí cao nhất |
| Slovenia (SloTop50)                      | 42              |
| South Korea (Gaon)                       | 143             |
| US Adult Contemporary (Billboard)        | 41              |

| Bảng xếp hạng        | Vị trí |
| -------------------- | ------ |
| US Billboard Hot 100 | 334    |

## Chứng nhận
| Quốc gia | Chứng nhận   | Số đơn vị/doanh số chứng nhận |
| --- | ------------ | ----------------------------- |
| Argentina (CAPIF) | Bạch kim     | 20.000‡                       |
| Úc (ARIA) | 10× Bạch kim | 700.000‡                      |
| Áo (IFPI Áo) | 2× Bạch kim  | 60.000‡                       |
| Bỉ (BEA) | 2× Bạch kim  | 60.000‡                       |
| Brasil (Pro-Música Brasil) | 3× Kim cương | 480.000‡                      |
| Canada (Music Canada) | 9× Bạch kim  | 0‡                            |
| Đan Mạch (IFPI Đan Mạch) | 2× Bạch kim  | 180.000‡                      |
| Pháp (SNEP) | Kim cương    | 233.333‡                      |
| Đức (BVMI) | 2× Bạch kim  | 600.000‡                      |
| Ý (FIMI) | 4× Bạch kim  | 200.000‡                      |
| México (AMPROFON) | 4× Bạch kim  | 240.000‡                      |
| Hà Lan (NVPI) | Bạch kim     | 20.000‡                       |
| New Zealand (RMNZ) | 3× Bạch kim  | 90.000‡                       |
| Na Uy (IFPI) | Bạch kim     | 60.000‡                       |
| Ba Lan (ZPAV) | Kim cương    | 100.000‡                      |
| Bồ Đào Nha (AFP) | 2× Bạch kim  | 20.000‡                       |
| Hàn Quốc (Gaon Chart) | —            | 2.500.000                     |
| Tây Ban Nha (PROMUSICAE) | 3× Bạch kim  | 120.000‡                      |
| Thụy Điển (GLF) | 4× Bạch kim  | 32.000.000                    |
| Thụy Sĩ (IFPI) | 5× Bạch kim  | 100.000‡                      |
| Anh Quốc (BPI) | 3× Bạch kim  | 1.800.000‡                    |
| Hoa Kỳ (RIAA) | 7× Bạch kim  | 7.000.000‡                    |
| Daddy Yankee phối lại |              |                               |
| Tây Ban Nha (PROMUSICAE) | 3× Bạch kim  | 120.000‡                      |
| * Chứng nhận dựa theo doanh số tiêu thụ. ^ Chứng nhận dựa theo doanh số nhập hàng. ‡ Chứng nhận dựa theo doanh số tiêu thụ và phát trực tuyến. |              |                               |

## Lịch sử phát hành
| Khu vực        | Ngày              | Định dạng                   | Phiên bản                 | Hãng đĩa  | Nguồn   |
| -------------- | ----------------- | --------------------------- | ------------------------- | --------- | ------- |
| Nhiều          | 3 tháng 8, 2017   | (đĩa đơn quảng bá)          | Bản gốc                   | Epic Syco | [ 22 ]  |
| Ý              | 8 tháng 9, 2017   | Contemporary hit radio      | Bản gốc                   | Sony      | [ 216 ] |
| Vương quốc Anh | 8 tháng 9, 2017   | Contemporary hit radio      | Bản gốc                   | Syco      | [ 217 ] |
| Hoa Kỳ         | 3 tháng 10, 2017  | Contemporary hit radio      | Bản gốc                   | Epic      | [ 218 ] |
| Hoa Kỳ         | 3 tháng 10, 2017  | Rhythmic contemporary radio | Bản gốc                   | Epic      | [ 218 ] |
| Nhiều          | 12 tháng 11, 2017 | Tải kĩ thuật số streaming   | Daddy Yankee phối lại     | Epic Syco | [ 23 ]  |
| Pháp           | 24 tháng 11, 2017 | Tải kĩ thuật số streaming   | Bản gốc                   | Epic Syco | [ 24 ]  |
| Hoa Kỳ         | 24 tháng 11, 2017 | Tải kĩ thuật số streaming   | Bản gốc                   | Epic Syco | [ 25 ]  |
| Đức            | 15 tháng 12, 2017 | CD                          | Bản gốc Daddy Yankee phối | Sony      | [ 28 ]  |
| Nhiều          | 21 tháng 9, 2018  | Tải kĩ thuật số streaming   | Bản trực tiếp             | Epic Syco | [ 27 ]  |